# Japanische Internationale Schule in Wien
Die Japanische Internationale Schule in Wien (JSW; jap. ウィーン日本人学校, Uīn Nihonjin Gakkō, engl. Japanese School in Vienna) ist eine Internationale Schule (Japanese International School) an der Prandaugasse 2 in Wien-Donaustadt in Österreich. Die Schule wurde 1978 gegründet; vor der Übersiedlung in die Prandaugasse befand sich das Schulgebäude in der Sieveringer Straße 17 in Wien-Döbling.
Japanische Auslandsschulen sind Ganztagsschulen für Kinder mit Japanisch als Muttersprache, welche vom Ministerium für Bildung, Kultur, Sport, Wissenschaft und Technologie (Japan) finanziert wird. Es ist als Schule für Kinder von ausgewanderten Japanern gedacht, die in Österreich diplomatisch, geschäftlich oder auch lehrend tätig sind und vorübergehend in Österreich leben, jedoch vorhaben, wieder nach Japan zurückzukehren. Da derselbe Lehrplan wie in den Schulen in Japan unterrichtet wird, fallen die Schülerinnen und Schüler nicht im Unterricht zurück, sollten diese wieder nach Japan zurückkehren.
Derzeit werden 22 Schüler sowie 13 Schülerinnen unterrichtet.